# Domariyaganj
Domariyaganj  es un pueblo y nagar Panchayat situado en el distrito de Siddharthnagar en el estado de Uttar Pradesh (India). Su población es de 30698 habitantes (2011). Se encuentra a orillas del río Rapti.

## Demografía
Según el censo de 2011 la población de Domariyaganj  era de 30698 habitantes, de los cuales 15776 eran hombres y 14922 eran mujeres. Domariyaganj  tiene una tasa media de alfabetización del 68,57%, superior a la media estatal del 67,68%: la alfabetización masculina es del 76,08%, y la alfabetización femenina del 60,62%.